# 漢点字
漢点字（かんてんじ）とは、川上泰一（かわかみたいいち）が考案した、8点式（横2×縦4）で漢字を表現する点字。

## 歴史
大阪府立盲学校教諭だった川上泰一が1969年に考案した。

## 構成
一般に使われている6点式点字の、1の点の上に0の点（始点）を、4の点の上に7の点（終点）を加えた8点式点字で表す。
漢字1文字は1マスから3マスで表現する。

## 例
| ⢛  | ⢇⣮ | ⠀ | ⠕⢺ | ⣿  | ⡇⠤⣨ | ⣫  |
| 草 | 枕 |   | 夏 | 目 | 潄  | 石 |
| ⡑⣌ | ⡆  | ⡃⠮ | ⢖  | ⠠⣂ | ⣥⢈ | ⠠⢂ | ⣣⠊ | ⡲  | ⢤  |
| 智 | に | 働 | け | ば | 角 | が | 立 | つ | 。 |
| ⠳⢾ | ⡆  | ⢇⣄⡼ | ⢢  | ⢶  | ⠠⣂ | ⡇⢚ | ⢢  | ⠶  | ⠲  | ⢤  |
| 青 | に | 棹  | さ | せ | ば | 流 | さ | れ | る | 。 |
| ⠃⡊ | ⡳⡮ | ⡠  | ⣃⡺ | ⢶  | ⠠⣂ | ⠥⣮ | ⡵⣞ | ⠠⡢ | ⢤  |
| 意 | 地 | を | 通 | せ | ば | 窮 | 屈 | だ | 。 |
というように 漢字を点字で、表現できる。

## 使い方
漢字のパーツごとに、分解し表現する。
木なら、き（⠣）にする。
そして、始点と終点をつけ、⢏　になる。
これで、「木」となる
ただ「相」を表現するのなら、きめ（⠣⠿）これを、
「き」 と 「め」 に　始点と終点をつけ、
⢇⣾となる。

## パーツ
| パーツ | パーツの点字 | 使い方                 | 使用例                           | 例外   |
| ------ | ------------ | ---------------------- | -------------------------------- | ------ |
| 数     | ⢩            | 漢数字を表すときに使う | 一二三四五六七八九百千万億〇など | 十など |
| 人     | ⡋            | 主に人偏で使う         | 什仍从仂仆 など                  | 化など |